# دينو
دينو (بالإنجليزية: Dino)‏ هو مغني ومنتج أسطوانات وملحن ودي جيه أمريكي، ولد في 20 يوليو 1963 في لوس أنجلوس في الولايات المتحدة.

## وصلات خارجية
- دينو على موقع ميوزك برينز (الإنجليزية)
- دينو على موقع ديسكوغز (الإنجليزية)